# Тахамата, Симон
Симо́н Тахама́та (нидерл. Simon Tahamata; род. 26 мая 1956, Вюгт, Северный Брабант) — нидерландский футболист и футбольный тренер. Выступал на позиции полузащитника. В 1990 году Тахамата получил также бельгийское гражданство.

## Биография
Родился в голландском Вюгте в семье индонезийского происхождения (его родители были из восточно-индонезийской провинции Малуку).
Симон Тахамата — воспитанник футбольной школы «Аякса». Провёл четыре сезона в основном составе «Аякса», его дебют за клуб из Амстердама состоялся 24 октября 1976 года в матче против «Утрехта», закончившемся выигрышем «Аякса» 7:0.
В 1980 году Симон перешёл в бельгийский «Стандард», с которым дважды выигрывал чемпионат Бельгии (в 1982 и 1983). В 1984 году Тахамата вернулся в Нидерланды, чтобы играть за «Фейеноорд». Спустя три года Симон вернулся в Бельгию, где следующие девять лет выступал за «Беерсхот», в котором и завершил свою карьеру игрока в возрасте сорока лет.

## Статистика

### Матчи Тахаматы за сборную Нидерландов
| Матчи Тахаматы за сборную Нидерландов | Матчи Тахаматы за сборную Нидерландов | Матчи Тахаматы за сборную Нидерландов | Матчи Тахаматы за сборную Нидерландов | Матчи Тахаматы за сборную Нидерландов | Матчи Тахаматы за сборную Нидерландов |
| ------------------------------------- | ------------------------------------- | ------------------------------------- | ------------------------------------- | ------------------------------------- | ------------------------------------- |
| №                                     | Дата                                  | Соперник                              | Счёт                                  | Голы Тахаматы                         | Соревнование                          |
| 1                                     | 22 мая 1979                           | Аргентина                             | 0:0                                   | —                                     | Товарищеский матч                     |
| 2                                     | 5 сентября 1979                       | Исландия                              | 4:0                                   | —                                     | Чемпионат Европы 1980 (отбор)         |
| 3                                     | 26 сентября 1979                      | Бельгия                               | 1:0                                   | —                                     | Товарищеский матч                     |
| 4                                     | 17 октября 1979                       | Польша                                | 1:1                                   | —                                     | Чемпионат Европы 1980 (отбор)         |
| 5                                     | 21 ноября 1979                        | ГДР                                   | 3:2                                   | —                                     | Чемпионат Европы 1980 (отбор)         |
| 6                                     | 23 января 1980                        | Испания                               | 0:1                                   | —                                     | Товарищеский матч                     |
| 7                                     | 10 сентября 1980                      | Ирландия                              | 1:2                                   | 1                                     | Чемпионат мира 1982 (отбор)           |
| 8                                     | 19 ноября 1980                        | Бельгия                               | 0:1                                   | —                                     | Чемпионат мира 1982 (отбор)           |
| 9                                     | 29 апреля 1981                        | Кипр                                  | 1:0                                   | —                                     | Чемпионат мира 1982 (отбор)           |
| 10                                    | 18 ноября 1981                        | Франция                               | 0:2                                   | —                                     | Чемпионат мира 1982 (отбор)           |
| 11                                    | 23 марта 1982                         | Шотландия                             | 1:2                                   | —                                     | Товарищеский матч                     |
| 12                                    | 25 мая 1982                           | Англия                                | 0:2                                   | —                                     | Товарищеский матч                     |
| 13                                    | 10 ноября 1982                        | Франция                               | 1:2                                   | 1                                     | Товарищеский матч                     |
| 14                                    | 27 февраля 1985                       | Кипр                                  | 7:1                                   | —                                     | Чемпионат мира 1986 (отбор)           |
| 15                                    | 1 мая 1985                            | Австрия                               | 1:1                                   | —                                     | Чемпионат мира 1986 (отбор)           |
| 16                                    | 14 мая 1985                           | Венгрия                               | 1:0                                   | —                                     | Чемпионат мира 1986 (отбор)           |
| 17                                    | 4 сентября 1985                       | Болгария                              | 1:0                                   | —                                     | Товарищеский матч                     |
| 18                                    | 16 октября 1985                       | Бельгия                               | 0:1                                   | —                                     | Чемпионат мира 1986 (отбор)           |
| 19                                    | 20 ноября 1985                        | Бельгия                               | 2:1                                   | —                                     | Чемпионат мира 1986 (отбор)           |
| 20                                    | 15 октября 1986                       | Венгрия                               | 1:0                                   | —                                     | Чемпионат Европы 1988 (отбор)         |
| 21                                    | 19 ноября 1986                        | Польша                                | 0:0                                   | —                                     | Чемпионат Европы 1988 (отбор)         |
| 22                                    | 21 декабря 1986                       | Кипр                                  | 2:0                                   | —                                     | Чемпионат Европы 1988 (отбор)         |

Итого: 22 матча / 2 гола; 10 побед, 4 ничьи, 8 поражений.

## Достижения
- Чемпион Нидерландов 1976/77, 1978/79, 1979/80
- Обладатель Кубка Нидерландов 1978/79
- Чемпион Бельгии 1981/82, 1982/83
- Обладатель Суперкубка Бельгии 1983